# Soundboy Rock
Soundboy Rock — пятый студийный альбом лондонского электронного дуэта Groove Armada, выпущенный 4 мая 2007 года. Пластинка была издана в форматах: CD, винила, и ограниченного издания компакт-дисков, содержащих 2 бонус трека.

## Список композиций
1. «Hasta Luego Mr. Fab (Interlude)» — 1:01
2. «Get Down» (feat. Stush & Red Rat) — 3:53
3. «The Things That We Could Share» — 3:59
4. «Save My Soul» — 4:24
5. «What’s Your Version?» — 3:48
6. «Paris» — 5:38
7. «Love Sweet Sound» (feat. Candi Staton) — 4:37
8. «The Girls Say» (feat. Rhymefest) — 4:03
9. «Lightsonic» — 6:55
10. «Soundboy Rock» — 3:55
11. «Drop That Thing» — 3:06
12. «Song 4 Mutya (Out of Control)» (feat. Mutya Buena) — 3:38
13. «From the Rooftops» — 4:50
14. «See What You Get» −4:35
15. «What’s Your Version?» (Reprise) — 2:09
16. «Feel the Same» (feat. Angie Stone) (Limited Edition Bonus Track) — 3:56
17. «Hands Up» (feat. Mistah Fab) (Limited Edition Bonus Track) — 4:07
18. «Breakers» (iTunes Bonus Track) — 3:56